# Eugen Stabe
Eugen Stabe (* 2. Juli 1885 in Kulm; † 1. Oktober 1968 in Kremmen) war ein deutscher Radrennfahrer.

## Sportliche Laufbahn
Eugen Stabe war einer der besten deutschen Sprinter in der Zeit vor und nach dem Ersten Weltkrieg. Seine ersten Rennen fuhr er als Amateur im Jahre 1905, im Jahr darauf wurde er Profi. Zu Trainingszwecken siedelte er für einige Zeit nach Paris über und stellte dort einen Weltrekord über 1000 Meter ohne Schrittmacher auf. Im Jahre 1910 belegte Stabe den dritten Platz bei Rund um Berlin. 1914 wurde er deutscher Meister im Sprint, 1922 belegte er nochmals einen dritten Platz.
Stabe startete bei 19 Sechstagerennen. Als 1909 das erste Sechstagerennen in Berlin stattfand, fuhr er gemeinsam mit dem Franzosen Henri Contenet; das Gespann errang den vierten Platz. Beim zweiten Berliner Sechstagerennen fuhr Stabe mit Otto Pawke und wurde auch dieses Mal Vierter; die beiden waren das erste reindeutsche Gespann, das ein Sechstagerennen gemeinsam zu Ende fuhr. Mit Pawke gewann er auch ein 24-Stunden-Rennen auf der Bahn Berlin-Treptow, bei dem beide 818,045 Kilometer zurück legten, 1910 gewann er gemeinsam mit Willy Arend zwei Sechstagerennen, das von Bremen und das von Kiel. 1909 und 1913 siegte er im Großen Fliegerpreis von Forst, 1920 im Großen Preis von Berlin. 1921 gewann er das Sechstagerennen von Breslau mit Willy Lorenz.
Trotz seiner Erfolge auf der Bahn, betrachtete Stabe seinen dritten Platz beim Straßenrennen von Nürnberg nach München und zurück nach Nürnberg im Jahr 1908 als seinen schönsten Erfolg. Nachdem er das Rennen bereits als verloren geglaubt hatte, holte er alle Rückstände mit einer Energieleistung auf. Das Preisgeld von 1200 Mark in Goldstücken wurde zum Grundstock seiner weiteren Karriere. Eugen Stabe beendete seine Rennfahrer-Laufbahn mit seinem Ausfall bei einem Rennen in Berlin im Jahre 1925.

## Nach dem Radsport
Eugen Stabe, der ein begeisterter Angler war, machte eine Ausbildung zum Fischmeister und pachtete von 1934 bis 1946 den Kremmener See. Im Alter von 83 Jahren starb er an den Folgen einer Operation.

## Erfolge
1910
- Sechstagerennen Bremen (mit Willy Arend)
- Sechstagerennen Kiel (mit Willy Arend)

1914
- Deutscher Meister - Sprint

1921
- Sechstagerennen Breslau (mit Willy Lorenz)